# OpenCity
Pour les articles homonymes, voir Open City.
 (octobre 2019).
Si vous disposez d'ouvrages ou d'articles de référence ou si vous connaissez des sites web de qualité traitant du thème abordé ici, merci de compléter l'article en donnant les références utiles à sa vérifiabilité et en les liant à la section « Notes et références ».
 (octobre 2013).
OpenCity est un jeu vidéo libre de gestion dans lequel le joueur gère une ville. Il est disponible sous GPL, fonctionnant sur Windows et sur tous les systèmes d'exploitation respectant la norme POSIX, c'est-à-dire Linux, BSD, UNIX-like.
Il s'inspire du jeu SimCity et dispose d'une interface en trois dimensions développée grâce aux bibliothèques SDL et OpenGL.
Le joueur dispose d'une somme de départ qui lui permet d'installer les infrastructures de la ville telles que les routes, les centrales électriques, etc. Ensuite, la carte peut être découpée en zones de couleur verte, bleue ou jaune qui correspondent respectivement aux zones résidentielles, commerciales ou industrielles. Ces zones sont interdépendantes. En fonction de l'agencement de ces zones et des infrastructures présentes dans la ville, le joueur peut gagner ou perdre ses crédits à la fin de l'année civile du jeu.